# 醴泉開心寺址五層石塔
醴泉開心寺址五層石塔位於大韓民國慶尚北道醴泉郡開心寺址，為高麗時代的五層石塔。被編列為大韓民國寶物第五十三號。
五層石塔乃高麗顯宗一年（1010年）所建造，為高麗中期的代表建築物之一，同時也傳承了新羅時期的石塔建築風格。石塔底層的基壇是由地臺石和中石以每塊共四個石頭結合所組成，在基壇的每一面都刻有眼象及十二支像，基壇上層每一側的撐柱上均刻有八部神將，長長的屋檐充份展現出高麗的建築特色。

## 外部連結
- 開心寺址 五層石塔 （页面存档备份，存于） - 國家文化遺產 文化遺產廳